# Live at Brixton Academy (Motörhead-album)
A Live at Brixton Academy album a brit Motörhead zenekar 2003-ban megjelent dupla koncertlemeze, melyet 2000-ben az együttes 25 éves fennállásának alkalmából tartott jubileumi koncerten rögzítettek, ahol a Motörhead-trió mellett több vendég is színpadra lépett, mint például Brian May (Queen) és a korábbi Motörhead-gitáros 'Fast' Eddie Clarke.
A koncert videófelvétele 2001-ben a 25 & Alive: Boneshaker DVD-n jelent meg.

## Az album dalai
Első CD
1. "We Are Motörhead" – 2:54
2. "No Class" – 2:49
3. "I'm So Bad (Baby I Don't Care)" – 3:36
4. "Over Your Shoulder" – 3:37
5. "Civil War" – 3:20
6. "Metropolis" – 3:44
7. "Overnight Sensation" – 4:50
8. "God Save the Queen" – 3:32
9. "Born to Raise Hell" – 6:31
10. "The Chase Is Better Than the Catch" – 5:42
11. "Stay Out of Jail" – 3:33
12. "Dead Men Tell No Tales" – 2:45

Második CD
1. "You Better Run" – 6:48
2. "Sacrifice" – 5:49
3. "Orgasmatron" – 6:50
4. "Going to Brazil" – 2:36
5. "Broken" – 4:59
6. "Damage Case" – 3:52
7. "Iron Fist" – 3:16
8. "Bomber" – 4:16
9. "Killed by Death" – 7:26
10. "Ace of Spades" – 4:23
11. "Overkill" – 7:48

## Közreműködők
- Ian 'Lemmy' Kilmister – basszusgitár, ének
- Phil Campbell – gitár
- Mikkey Dee – dobok

Különleges vendégek:
- 'Fast' Eddie Clarke (ex-Motörhead) – gitár a "The Chase Is Better Than The Catch" és "Overkill" dalokban
- Todd Campbell (Phil Campbell fia, Psycho Squad) – gitár a "Killed By Death" dalban
- Paul Inder (Lemmy fia) – gitár a "Killed By Death" dalban
- Whitfield Crane (ex-Ugly Kid Joe) – ének a "Born To Raise Hell" dalban
- Doro Pesch (ex-Warlock) – ének a "Born To Raise Hell" dalban
- Brian May (Queen) – gitár az "Overkill" dalban
- Ace (ex-Skunk Anansie) – gitár az "Overkill" dalban